# Старе Село (платформа, Санкт-Петербург)
Старе Село (рос. Старая Деревня) — залізнична платформа в Приморського районі Санкт-Петербурга на лінії Санкт-Петербург-Фінляндський — Сестрорецьк — Білоострів.
Розташована поруч зі станцією метро «Старе Село». Поруч з платформою знаходиться трамвайне кільце 19-го маршруту. Платформа, касовий павільйон та трамвайне кільце знаходяться з південної сторони колії.
Платформа була відкрита в 1983 році, до 9 лютого 1999 року мала назву «11-й кілометр».